# Phytometra carnea
Phytometra carnea is een vlinder uit de familie spinneruilen (Erebidae). De wetenschappelijke naam is voor het eerst geldig gepubliceerd in 1922 door Prout A. E..
De soort komt voor in tropisch Afrika.